# Штайнбахштаузе
Штайнбахштаузе (нем. Steinbachstausee) — водохранилище на юге района Кирххайм города Ойскирхен в земле Северный Рейн-Вестфалия в Германии.

## История
Идея строительства плотины для создания искусственного водохранилища принадлежала производителю одежды Euskirchen, который с 1920-х годов уже не мог покрывать свои потребности в воде за счёт естественных ручьев в этом районе. Кроме того, количества доступной воды уже не хватало для привода турбин на гидроэлектростанции. Загрязнение воды канализационными стоками и отходами свинцовой горнодобывающей промышленности города Мехерних постепенно становилось острой проблемой в регионе. Для решения этих проблем в 1933 году была основана ассоциация водохранилища Штайнбах (нем. Zweckverband Steinbachtalsperre), основным направлением деятельности которой стало строительство и последующая эксплуатация плотины.
Строительные работы начались в феврале 1934 года и завершились в 1936 году. Для подачи воды в города Ойскирхен и Керпен был построен 16 километровый чугунный трубопровод.
Водохранилище, максимальная глубина которого составляет 17,4 метров, в настоящее время является популярной местной зоной отдыха. Плотина была сооружена из крупных каменных глыб. Оно принадлежит компании «Zweckverband Steinbachtalsperre/Wasserversorgungsverband Euskirchen-Swisttal».
С сентября 1988 по 1990 год плотина была перепланирована. Повторный ввод в эксплуатацию состоялся 27 апреля 1990 года. Водная сторона была укреплена слоем бетона толщиной 0,80 м и двумя слоями асфальта.

### Наводнение 2021 года
Во время непрекращающегося дождя в середине июля 2021 года из-за недостаточной пропускной способности водосбросов водохранилище оказалось переполненным. Большие части воздушной стороны плотины были смыты, и дамба находилась под угрозой прорыва из-за большой нагрузки. Таким образом, около 15 000 жителей деревень Швайнхвайн, Фламерсхайм, Пальмерсхайм, нескольких деревень в Свистталь и районы Райнбах, Нидердреес и Обердреес, расположенные ниже, должны были быть эвакуированы. Также было объявлено о возможных эвакуациях для других регионов вдоль Эрфта, особенно Эрфтштадт и Керпен.
Камни, смытые с плотины попали водосток и заблокировали его.
Ситуация стабилизировалась после того, как удалось устранить засор и сделать возможным контролируемый отток; кроме того, несколько подразделений пожарной команды и Федеральное агентство технической помощи «Technisches Hilfswerk» (THW) постоянно откачивали воду.
Эвакуацию отменили через пять дней, когда резервуар почти опустел.

## Галерея

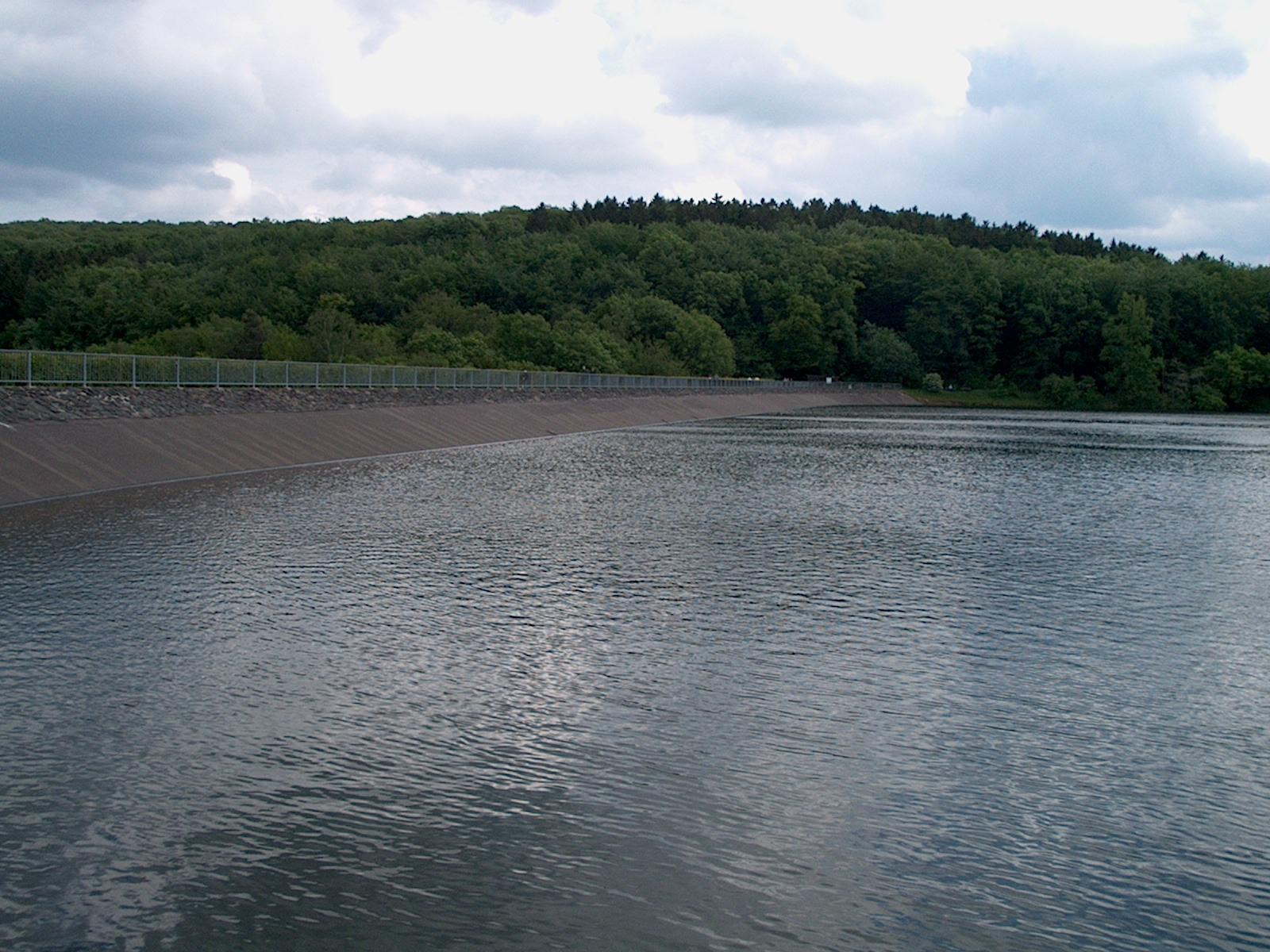
Вид на плотину в северо-восточном направлении.
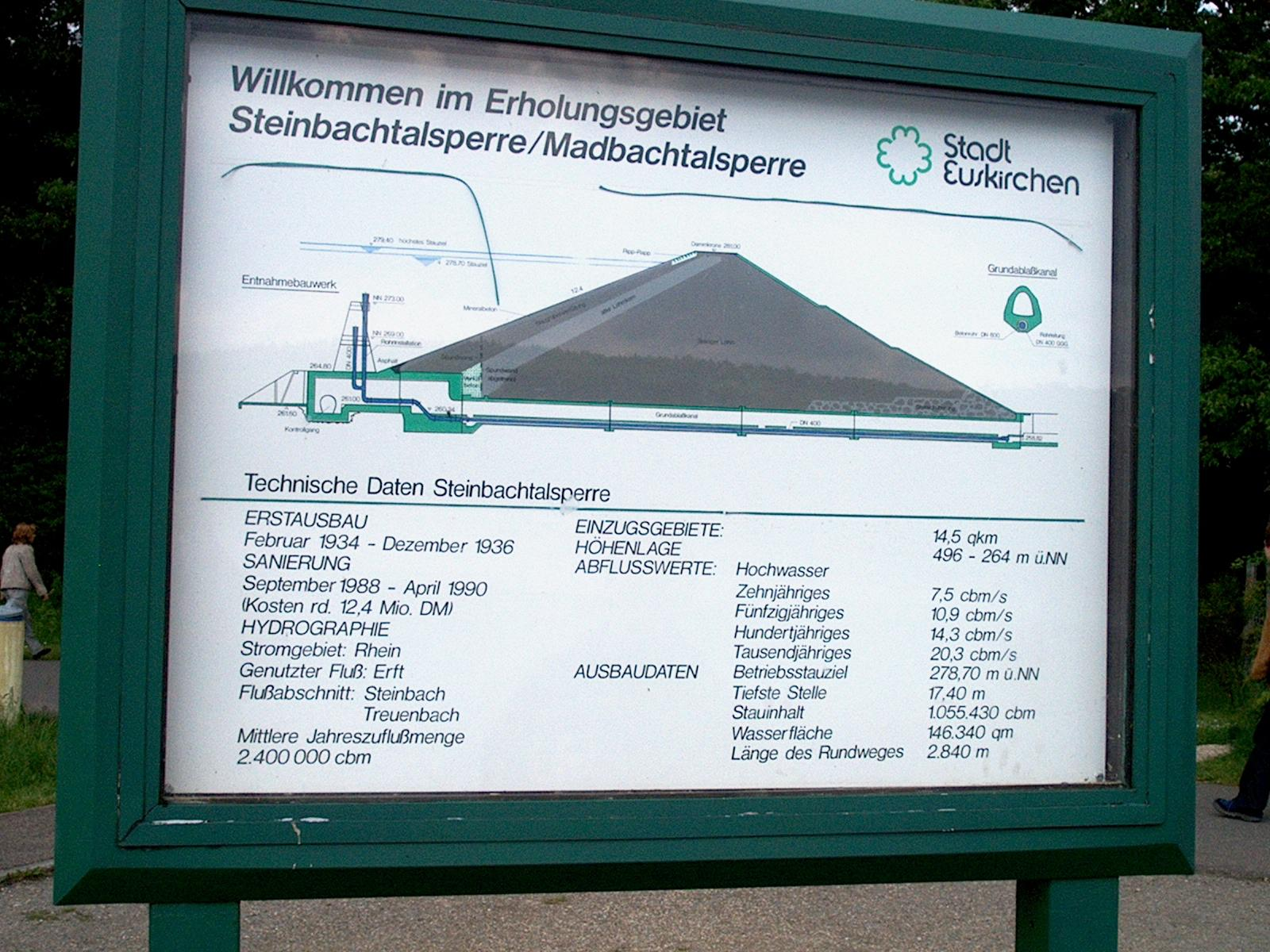
Информационный щит на плотине
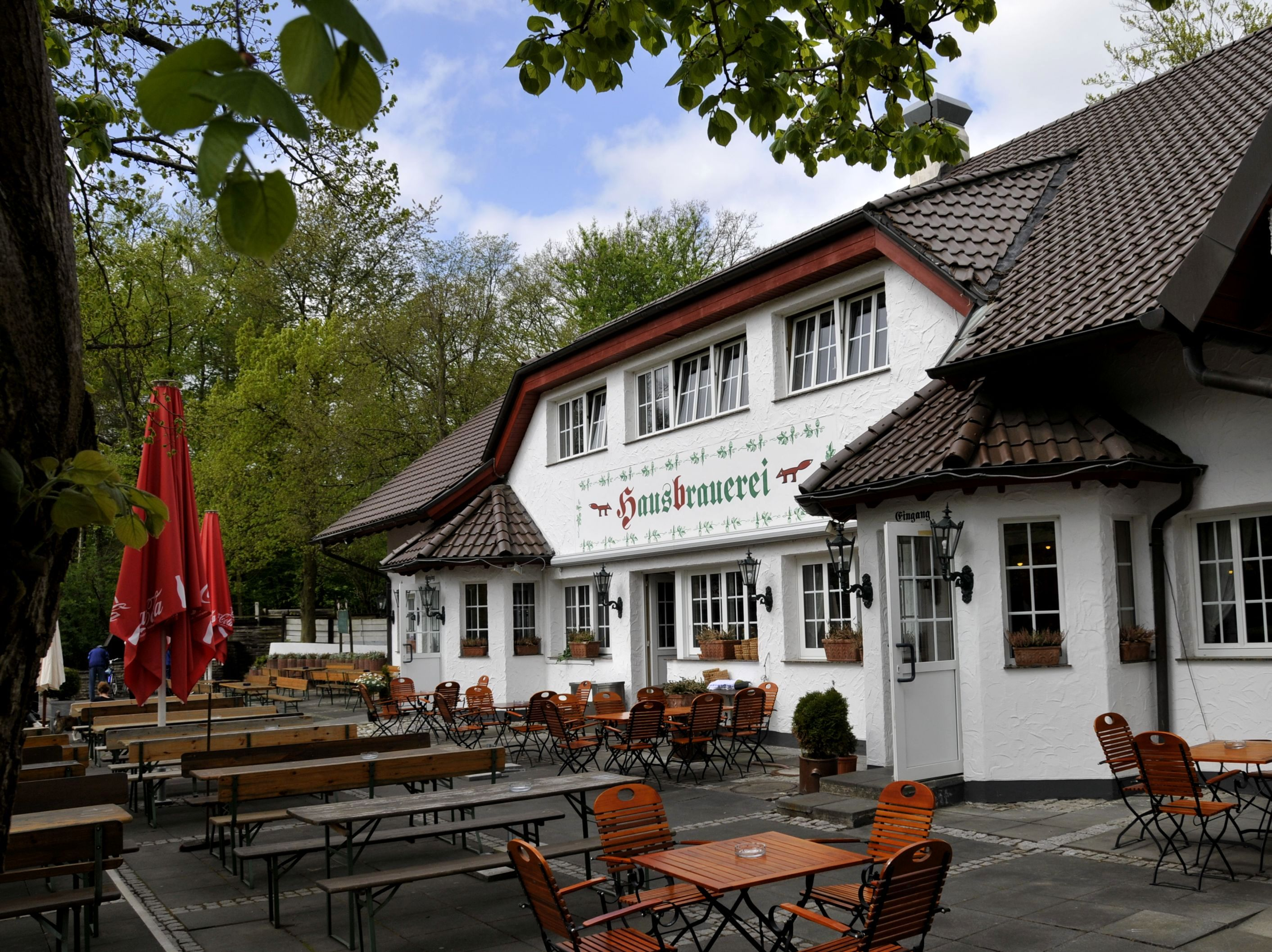
Лесной ресторан на плотине
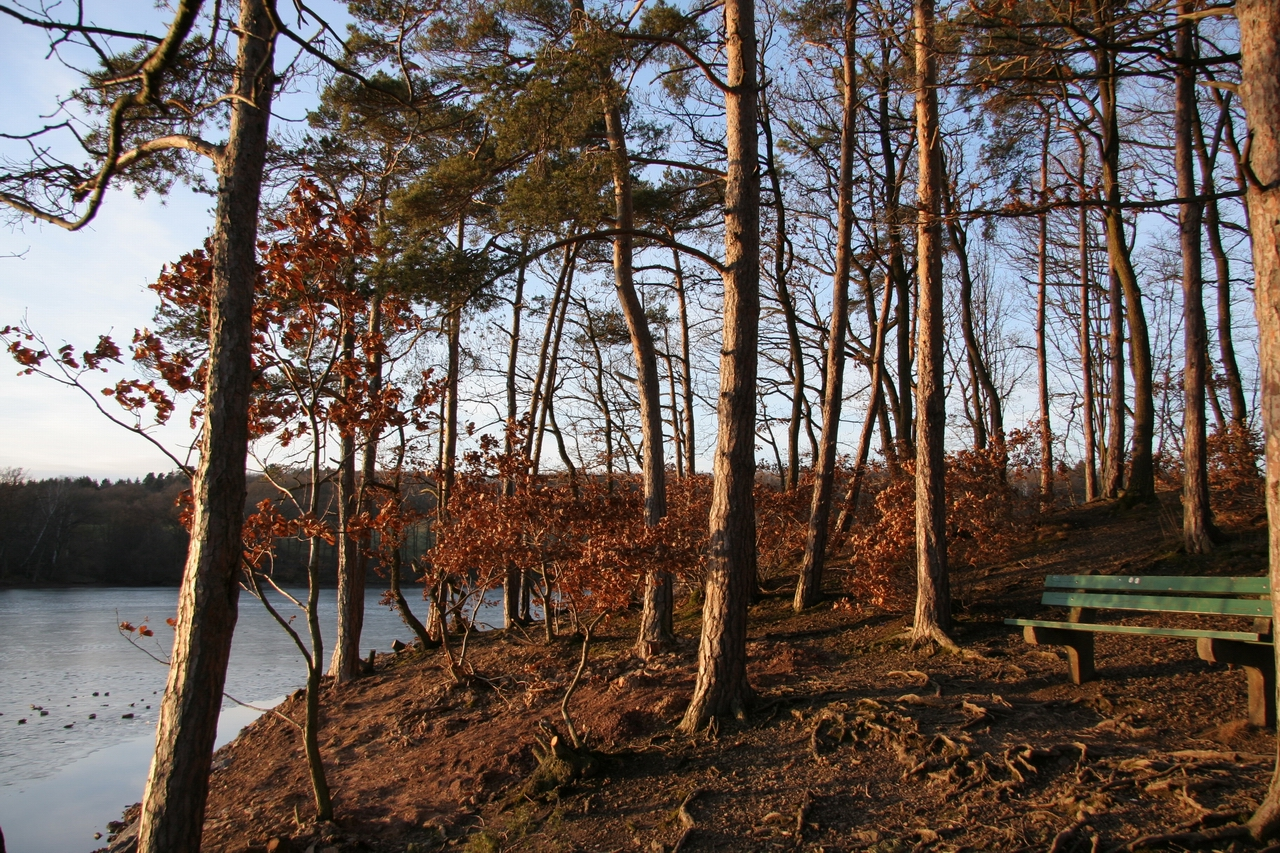
Вечерняя атмосфера на плотине Штайнбах